# Äskulapstein (Godesburg)

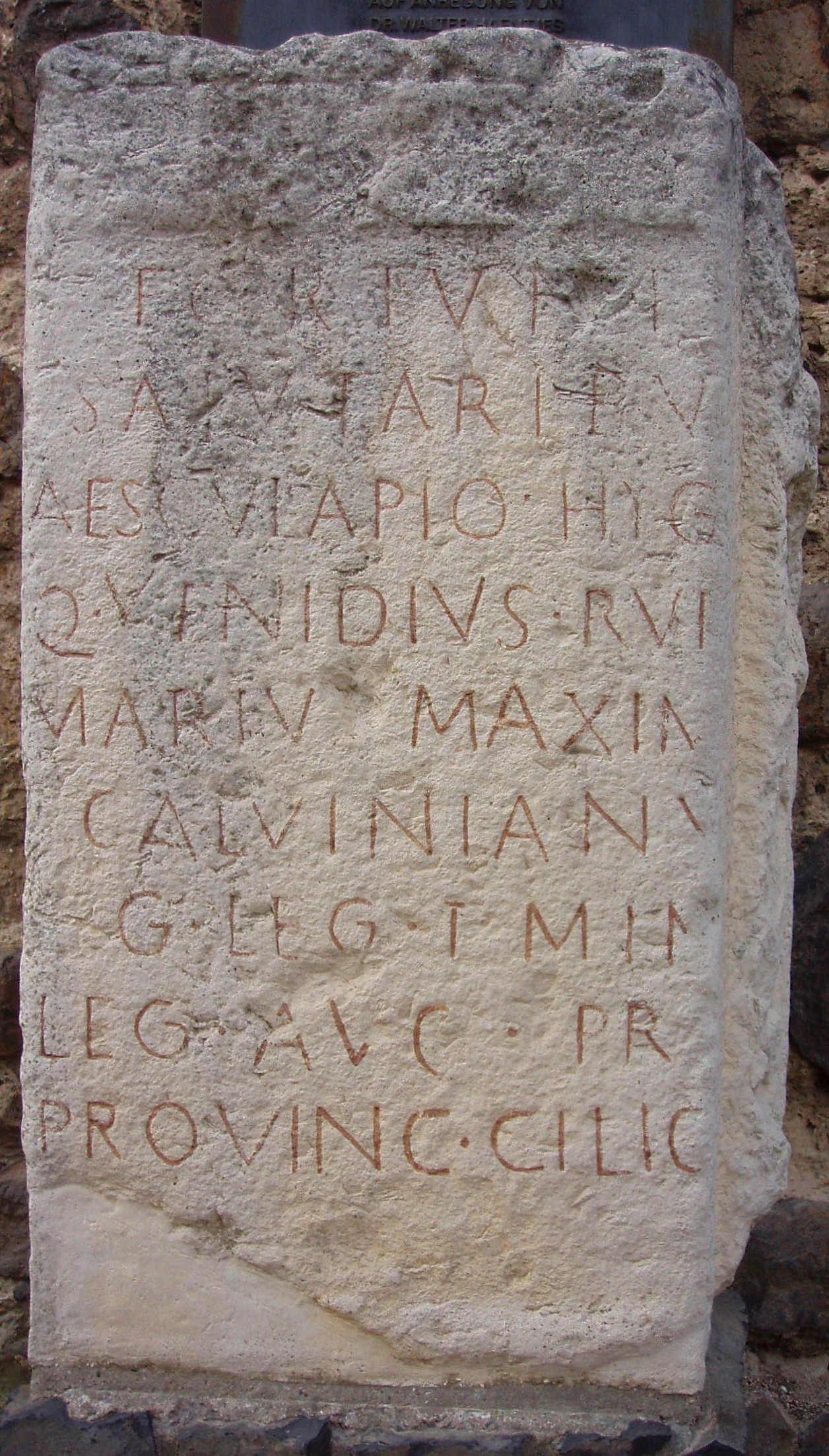
Kopie des Votivsteins auf der Godesburg

Der Godesberger Äskulapstein ist ein römischer Votivstein, der im 16. Jahrhundert auf der Godesburg gefunden wurde. Er befindet sich heute im Rheinischen Landesmuseum Bonn.

## Beschreibung und Geschichte
Der Stein dürfte als Weihaltar gedient haben. Er wurde aus Drachenfels-Trachyt gehauen, ist 110 cm hoch, 65 cm breit und 39 cm tief und trägt die Inschrift: 
Fortunis / Salutaribu[s] / Aesculapio / Hyg[iae] / Q(uintus) Venidius Ruf[us] / Mariu[s] Maxim[us] / [L(ucius)] Calvinianu[s] / [le]g(atus) leg(ionis) I Min(erviae) / leg(atus) Aug(usti) pr(o) [pr(aetore)] / provinc(iae) Cilic[iae] / d(onum) [d(edit)];
er ist also den Heilgöttern Äskulap und Hygieia geweiht. 
Der Stifter des Steins, Quintus Venidius Rufus Marius Maximus Lucius Calvinianus, hatte als Legatus in der Legio I Minervia gedient und war zum Zeitpunkt der Stiftung Legatus Augusti pro Praetore der Provinz Kilikien. Er wird auch in einer Inschrift aus dem Jahr 198 erwähnt, dort als „Legatus Augusti pro Praetore praeses provinciae Syriae Phoenic.“ 
J. Freudenberg schloss aus diesem Weihestein für Gesundheitsgottheiten, „dass schon die Römer Godesberg nicht nur wegen seiner herrlichen und gesunden Lage, sondern wegen seines Draisch- oder Sauerbrunnens, vielleicht auch zum Gebrauche von Kaltwasserbädern, zeitweilig als Curort  besucht haben.“ Bestätigt sah er sich darin durch die Entdeckung von Spuren römischer Einfassungen am Draischbrunnen. Ähnlich äußerte sich Johanna Schopenhauer schon 1828: „Ein altrömischer, dem Aeskulap geweihter Votivstein, der im sechzehnten Jahrhundert auf dem Godesberge ausgegraben wurde und jetzt in Bonn in dem Museum der rheinisch-westfälischen Alterthümer bewahrt wird, beweist, dass die Römer sogar die Heilquelle bei Godesberg schon gekannt haben, die wahrscheinlich damals bedeutendere Kräfte gehabt haben mag, als in unsern Tagen.“
Diese Theorie wird auch von späteren Wissenschaftlern gestützt: Laut Tanja Potthoff ist nicht sicher, ob der bis dahin in der Burg vermauerte Stein nach deren Sprengung im Jahr 1583 in den Trümmern gefunden wurde oder in der Nähe der dortigen Quelle. Potthoff nimmt jedenfalls an, dass er zu einem bislang unbekannten römischen Quellheiligtum gehörte, das sich in Godesberg oder der näheren Umgebung befand.
Die Godesburg hatte einen Vorgängerbau aus dem 3. oder 4. Jahrhundert; einen Burgus mit Fundamenten, in denen opus caementitium enthalten war. Überreste dieses Rechteckbaues sind im Sockel des mittelalterlichen Bergfrieds erhalten. Wozu das Bauwerk diente, ist unbekannt, jedoch wurde der Weihestein als Argument dafür herangezogen, es habe sich um ein Höhenheiligtum gehandelt. Da der Stein jedoch deutlich älter ist als die Baureste, ist diese Beweisführung nicht sehr stichhaltig. Einer anderen Theorie nach handelte es sich bei dem Bauwerk um einen römischen Wachturm.
Eine Kopie des Weihesteins befindet sich auf der Godesburg.